# テオドール・リヒター

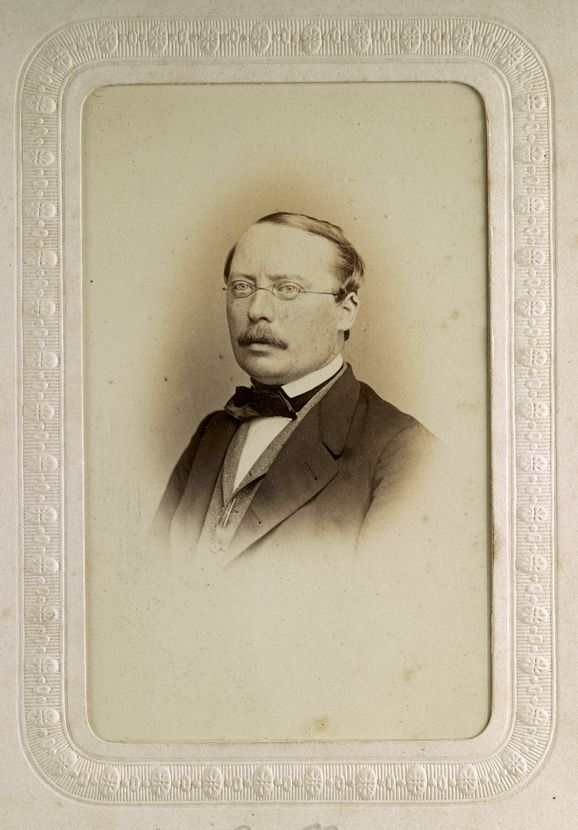
テオドール・リヒター, ca. 1873

ヒエロニムス・テオドール・リヒター（Hieronymus Theodor Richter、1824年11月21日 - 1898年9月25日）は、ドイツの鉱物学者、化学者。1863年、フェルディナント・ライヒと共にインジウムの発見者となった。
ドレスデン出身。1843年からフライベルクで学び、1863年にフライベルク鉱山学校の教授になった。1875年から1896年まで、フライベルク鉱山学校の校長を務めた。1898年、フライベルクで生涯を閉じた。
重要な業績は分光学的な方法によるインジウムの発見で、亜鉛鉱石の中から発見された。インジウムの名はその鮮やかなインディゴ（青色）のスペクトルを持つことから名付けられた。
1865年に発見されたリヒター閃石に命名されている。